# Fred Mayes
Fred Mayes   (Haverhill, maig 1943), més conegut com a Freddie Mayes, és un antic pilot de motocròs anglès que va assolir diversos èxits durant la dècada del 1960, entre ells la victòria al Campionat Britànic de 250cc de 1966. Un germà seu, Geoff Mayes, fou també Campió britànic uns anys més tard.

## Resum biogràfic
Gran afeccionat de jove al motociclisme de velocitat, Mayes començà a competir a 14 anys, amb una James 197 que li havia comprat el seu pare, en curses de scramble (com s'anomenava aleshores el motocròs a Anglaterra). La seva idea inicial era entrenar-se en motocròs a l'espera de fer els 17, l'edat mínima per a poder competir en velocitat, i llavors canviar d'especialitat. Però el motocròs l'enganxà i ja s'hi va quedar. Gràcies als seus bons resultats en curses locals, el 1960 aconseguí el suport de Dot.
El 1961, canvià la Dot 197 per una Greeves MDS i una BSA Gold Star 500 que aconseguí amb el suport d'un representant de la marca a Cambridge, Claud Scott. El juliol d'aquell any, va guanyar el Campionat Eastren Centre en les cilindrades de 200, 250 i 500cc, tots tres en una mateixa matinal. Al llarg de la seva carrera, Mayes va guanyar aquell campionat diverses vegades. Els bons resultats que obtingué amb la BSA varen fer que,de cara a 1962, la fàbrica li oferís una moto de trial per a l'hivern i dues de motocròs (una C15 250 i una Gold Star 500). Mayes, però va canviar a Cotton la següent temporada i a James la següent, 1964, any en què també pilotà una TriBSA. L'agost d'aquella temporada, canvià de nou en aconseguir una Greeves Challenger de Claud Scott, el mateix representant que li havia deixat la BSA feia anys.
Amb la Greeves, l'hivern de 1964 va quedar sisè al Grandstand Trophy de la BBC, el millor pilot privat del trofeu, i tot seguit l'empresa el fitxà per al seu equip, on hauria de secundar, entre d'altres, a Dave Bickers durant la temporada de 1965, Aquell any, acabà tercer al campionat britànic de 250cc, empatat a punts amb el seu company de marca Alan Clough. L'any següent, 1966, aconseguí el campionat per davant del seu antic company a Greeves Dave Bickers, qui havia passat a ČZ. El 1967, Mayes fou fitxat per Norton-Villiers com a pilot oficial i desenvolupador del seu nou prototip, predecessor de l'AJS Stormer. Acabà la temporada com a subcampió britànic, empatat a punts amb Bickers.
El 1968, després d'haver començat la temporada de forma prometedora amb una CZ, acceptà una sucosa oferta de Montesa i debutà amb la marca catalana el febrer, en un TV Scramble a Naish Hill, prop de Bristol, on fou quart a 250cc amb la Montesa Cappra. Aquell hivern acabà tercer absolut al Grandstand Trophy i, a final de temporada, fou cinquè al Campionat britànic. Al Campionat del Món de motocròs, però, la seva campanya no fou reeixida (de fet, Mayes mai no va aconseguir cap punt en aquesta competició), tot i que va protagonitzar-hi bones actuacions, sovint malmeses per avaries o accidents. Al Gran Premi d'Espanya de 1968, celebrat el 31 de març al circuit del Vallès, va anar segon darrere de Marcel Wiertz durant vuit voltes fins que problemes mecànics primer, i una caiguda després, el relegaren a la dotzena posició.
De 1969 a 1972, Freddie Mayes va pilotar les CZ que importava a l'època al Regne Unit Dave Bickers, però concentrant-se en competicions locals de la zona de les Midlands. De 1972 a 1977, el seu darrer any en actiu, va pilotar les CZ d'un altre representant de la marca, Mick Berrill. Retirat de les competicions, Mayes es dedicà al negoci de la construcció, activitat que ja feia el seu pare. Cap al 2011, encara participava de tant en tant en curses de motocròs "pre-65", així com en proves de trial actuals amb una Montesa Cota, i pre-65 amb una Greeves TFS. També aprofitava sempre que podia per a jugar a golf amb el seu germà Geoff.

## Palmarès al Campionat britànic
Font:
| Any  | Motocicleta     | 250 cc |
| ---- | --------------- | ------ |
| 1961 | Greeves         | 4t     |
|      |                 |        |
| 1964 | James           | 6è     |
| 1965 | Greeves         | 3r     |
| 1966 | Greeves         | 1r     |
| 1967 | Norton-Villiers | 2n     |
| 1968 | ČZ/Montesa      | 5è     |